# إيميل هاري
إيميل هاري (بالإنجليزية: Emile Harry) هو لاعب كرة قدم أمريكية أمريكي، ولد في 5 أبريل 1963 في لوس أنجلوس في الولايات المتحدة.

## وصلات خارجية
- إيميل هاري على موقع مرجع كرة القدم المحترفة.كوم (الإنجليزية)